# Fútbol Club Industriales
El Fútbol Club Industriales és un club cubà de futbol de la ciutat de l'Havana.
Els seus colors són el blau i el blanc.

## Palmarès
- Lliga cubana de futbol:[2]
  - 1963, 1964, 1972, 1973